# 이보군

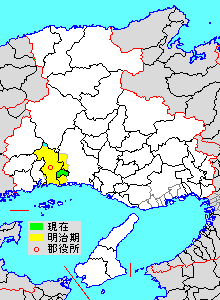
효고현 이보군의 위치 (녹색: 다이시정, 하늘색: 후에 다른 군에서 편입된 구역)

이보군(일본어: 揖保郡, いぼぐん)은 일본 효고현에 있는 군이다.
인구 32,847명, 면적 22.61km², 인구밀도 1,453명/km².(2025년 3월 1일, 추계인구)
이하 1정으로 구성된다.
- 다이시정(太子町)

## 군역
1896년 행정 구역으로 발족 당시의 군역은 위의 1정 외에 아래 구역에 해당한다.
- 다쓰노시의 대부분
- 히메지시의 일부
- 아이오이시의 일부

## 역사

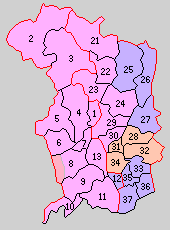
1.다쓰노정 2.니시쿠리스촌 3.히가시쿠리스촌 4.히라이촌 5.구와바라촌 6.후세촌 7.한다촌 8.간베촌 9.고우치촌 10.무로쓰촌 11.미쓰촌 12.아마루베촌 13.이보촌 21.가시마촌 22.신구촌 23.고시베촌 24.가미오카촌 25.하야시다촌 26.이세촌 27.오이치촌 28.다쓰다촌 29.오야케촌 30.혼다촌 31.이카루가촌 32.오타촌 33.가쓰하라촌 34.셋카이촌 35.교쿠요촌 36.오쓰촌 37.아보시정 (보라: 히메지시, 분홍: 다쓰노시, 빨강: 아이오이시, 주황: 다이시정)

- 1896년 4월 1일 - 군제 시행에 따라 잇토군·잇사이군의 구역으로 이보군이 발족. (2정 28촌)
  - 구 잇사이군(1정 12촌) - 다쓰노정(龍野町), 니시쿠리스촌(西栗栖村), 히가시쿠리스촌(東栗栖村), 히라이촌(平井村), 구와바라촌(桑原村), 후세촌(布施村), 한다촌(半田村)(현 다쓰노시), 간베촌(神部村)(현 다쓰노시,아이오이시), 고우치촌(河内村), 무로쓰촌(室津村), 미쓰촌(御津村)(현 다쓰노시), 아마루베촌(余部村)(현 히메지시), 이보촌(揖保村)(현 다쓰노시)
  - 구 잇토군(1정 16촌) - 가시마촌(香島村), 신구촌(新宮村), 고시베촌(越部村), 가미오카촌(神岡村)(현 다쓰노시), 하야시다촌(林田村), 이세촌(伊勢村), 오이치촌(太市村)(현 히메지시), 다쓰다촌(龍田村)(현 다이시정), 오야케촌(小宅村), 혼다촌(誉田村)(현 다쓰노시), 이카루가촌(斑鳩村), 오타촌(太田村)(현 다이시정), 가쓰하라촌(勝原村)(현 히메지시), 셋카이촌(石海村)(현 다이시정), 교쿠요촌(旭陽村), 오쓰촌(大津村), 아보시정(網干町)(현 히메지시)
- 1909년 5월 1일 - 히라이촌·구와바라촌·후세촌이 합병하여, 잇사이촌(揖西村)이 발족.(2정 26촌)
- 1931년 4월 1일 - 이카루가촌이 정제 시행으로 이카루가정(斑鳩町)이 됨.(3정 25촌)
- 1934년 4월 1일 - 신구촌이 정제 시행으로 신구정(新宮町)이 됨.(4정 24촌)
- 1939년 4월 1일 - 니시쿠리스촌이 시소군 스가노촌의 일부를 편입.
- 1942년 4월 1일 - 교쿠요촌이 아보시정에 편입.(4정 23촌)
- 1946년 3월 1일 - 아보시정·오쓰촌·가쓰하라촌·아마루베촌이 히메지시·시카마시·시카마군 히로하타정·시라하마정과 합병하여 새로이 히메지시(姫路市)가 발족, 군에서 이탈.(3정 20촌)
- 1947년 12월 25일 - 미쓰촌이 정제 시행으로 미쓰정(御津町)이 됨.(4정 19촌)
- 1948년 4월 1일 - 다쓰노정·오야케촌이 합병하여, 새로이 다쓰노정이 발족.(4정 18촌)
- 1951년
  - 4월 1일(4정 4촌)
    - 다쓰노정·잇사이촌·이보촌·가미오카촌·혼다촌이 합병하여, 다쓰노시(龍野市)가 발족, 군에서 이탈.
    - 이카루가정·셋카이촌·오타촌이 합병하여, 다이시정(太子町)이 발족.
    - 신구정·니시쿠리스촌·히가시쿠리스촌·가시마촌·고시베촌이 합병하여, 새로이 신구정이 발족.
    - 미쓰정·무로쓰촌이 합병하여, 새로이 미쓰정이 발족.
    - 한다촌·간베촌·고우치촌이 합병하여, 이보가와정(揖保川町)이 발족.

  - 8월 10일 - 이보가와정의 일부가 아이오이시에 편입.
- 1954년 7월 1일 - 오이치촌이 히메지시에 편입.(4정 3촌)
- 1955년
  - 1월 1일 - 다쓰다촌이 다이시정에 편입.(4정 2촌)
  - 3월 25일 - 하야시다촌·이세촌이 합병하여, 하야시다정(林田町)이 발족.(5정)
- 1967년 3월 5일 - 하야시다정이 히메지시에 편입.(4정)
- 2005년 10월 1일 - 신구정·이보가와정·미쓰정이 다쓰노시(龍野市)와 합병하여 다쓰노시(たつの市)가 발족, 군에서 이탈.(1정)